# Ágyú (löveg)

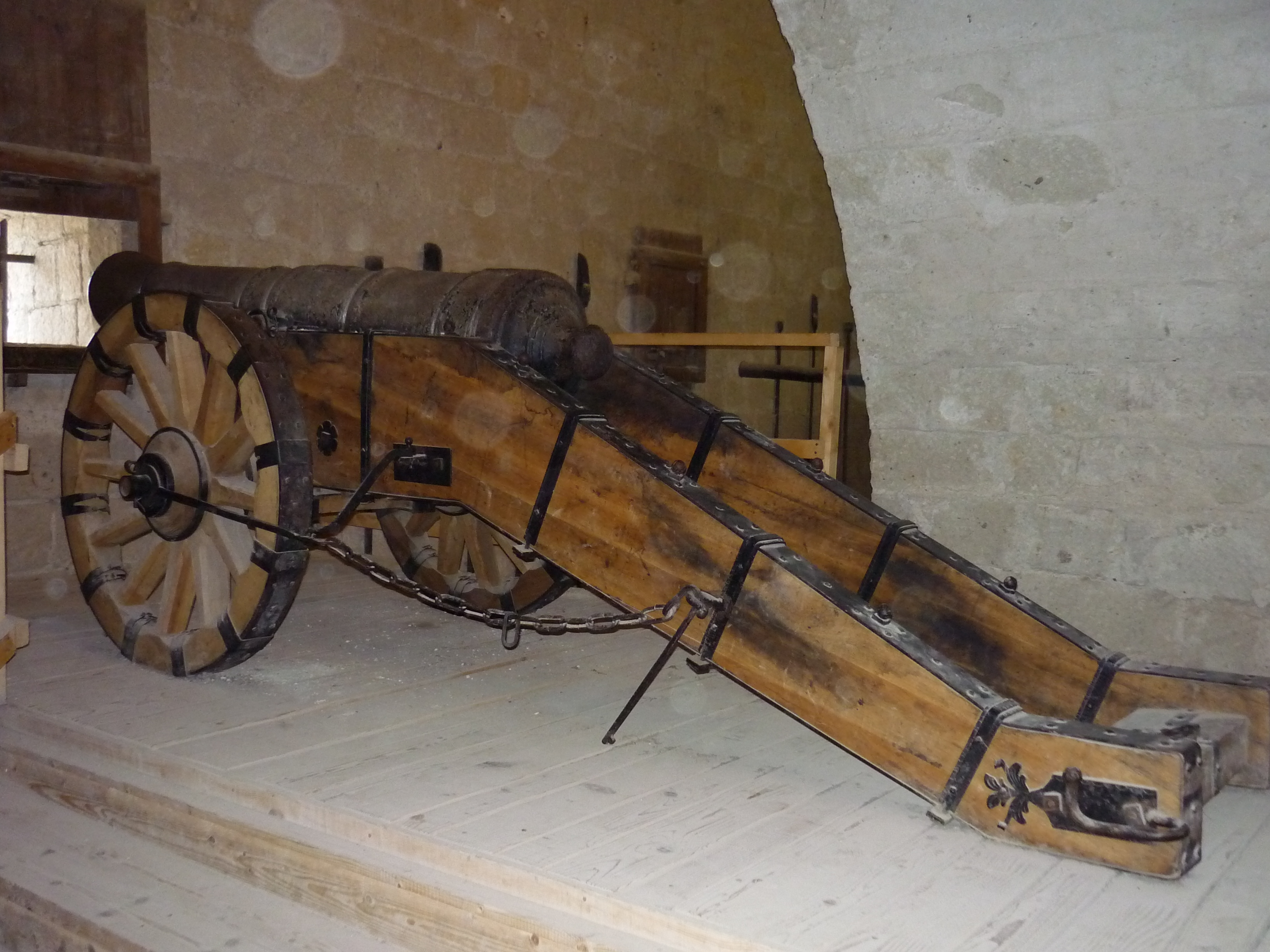
Elöltöltős ostromágyú, kártány az egri várban

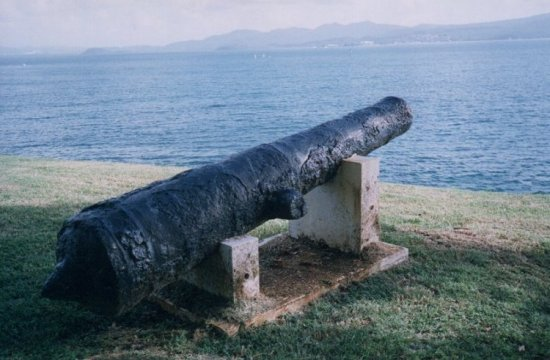
Ágyú a karib-tengeri Fort-de-France erődjében, a Fort Saint Louisban

Az ágyú, régebbi nevén pattantyú olyan hosszú csövű löveg, amelyet a lövedék nagy kezdősebességgel hagy el, lapos lövedékröppályán halad, és nagy távolságra csapódik be. A csöves tűzfegyverek egyik fajtája, a tüzérség legrégebbi eszköze. Fejlődése során mind tömege, mind kezelőszemélyzetének létszáma csökkent, hatásfoka viszont, főként az acél felhasználásával, drasztikusan megnőtt. Napjainkban is alkalmazott lövegtípus.

## Története

### A kezdetek

#### Ázsiában
A tüzérségi fegyverek, köztük az ágyúk fejlődése összefügg a feketelőpor feltalálásával. A feketelőport a kínaiak találták fel (kb. a 10. század elején). Az első ütközet, amelyben dokumentáltan feketelőporos tüzérséget vetettek be, a Szung (Song)-dinasztia idején 1132. január 28-án zajlott le Han Si-csung (Han Shizhong) északi Szung tábornok vezette ostromban rohamlétrákkal és a huocsung (huochong) nevű bambuszcsövű ágyúkkal vették be Fucsien (Fujian) városát. A huocsung (huochong) később bronz- és rézcsőből is készült, gyakorlatilag az első dokumentált, ember alkotta ágyú.
Korabeli krónikák feljegyzése szerint 1232-ben a kínai Kajfungfu (Kaifungfu) város mongol ostroma alatt a védők egy új „tüzes lándzsa” nevű kézfegyverrel próbálták visszaverni a támadókat. A lőpor ágyúban való alkalmazását a mongolok is ismerték a Jüan (Yuan)-dinasztia előtt, a 11. század elején. Ezen lövegek, kézi ágyúk kézben tartható, kis lőtávolságú fegyverek voltak.
Az első feketelőporral (arabul naft) megvívott, Európához közeli ütközetben is kézi ágyúkat alkalmaztak (arabul midfa). A mamlúkok és a mongolok között lezajlott Ain Dzsálút-i csata 1260-ban zajlott le, majd 1304-ben megismétlődött. Több, a 14. századból származó kézirat említ kézi ágyúkkal megvívott ütközeteket.

#### Európában
Az ágyúk első európai alkalmazói nagy valószínűséggel az arabok és a mórok voltak a 13. század végén, főként várfalak rombolására. A legkorábbi írások egyike szerint 1323-ban a Granadát megszállva tartó mórok ágyúkkal lőtték Baza városát. Egy 1326-ból származó angol kódexben pedig megjelent az ágyú első ábrázolása is. Egy másik fennmaradt korabeli leírás szerint 1333-ban III. Eduárd angol király már lőporraktárakat készíttet és ágyúkat javíttat. Az 1346-os Crécyi csata volt az első ahol bevetették, ekkoriban még a lovak megriasztása volt a jelentőségük.  A 14. század első felében Kínában már vaságyúkat is bevetettek.
A legkorábbi ágyúfajták a mozsarak (németül: Mörser) voltak, melyeket a 14–15. században kovácsolt vasdongákból állítottak össze. Széles tűznyílású és rövid csövű, meredek röppályával tüzelő, nagy repeszhatású ágyúk voltak, melyeket főleg a gyalogság és az erősen védett célpontok ellen használtak, de csak kis távolságra volt hatékony. A tarackból kő- vagy tűzgolyókat lőttek ki és a vársáncon és a bástyán állítottak fel. (A bajor–osztrák Taraßbüchse szó előtagjának jelentése „földhányás, sánc, bástya, barikád”.) Másik régies neve a haubic, hofnica, a cseh húfnica „tömeges, csoportos” szóból, ami arra utal, hogy egy csomó követ hajított ki egyszerre vagy azt jelenti, hogy a zárt hadrend ellen alkalmazták (a. m. „seregbontó”). Eredetileg valószínűleg kővető hadigép volt.

#### Magyarországon
Magyarországon Nagy Lajos kezdte használni a háborúban. Az első adat magyar vonatkozású ágyúhasználatra Zára 1346-os ostromának idejéből való. Egy 1358-ből való raguzai írásos emlék is megemlíti az ágyúkat. A nápolyi hadjáratban San Lorenzo 1378-as ostrománál kővetőgépeken kívül bombardák (mozsarak) is szerepelnek. 1378–79 körül van adat ágyúöntésre és puskapor készítésére.[forrás?]
Mátyás királynak volt egy hatalmas, Elefánt nevű ágyúja. A 16–17. században a löveg anyaga többnyire már bronz volt, de előfordult még a fa- és bőrágyú is.
A mozsarak és a tarackok súlyos, nehezen mozgatható lövegek voltak. A csatában ezért a kisebb és hordozható ágyúkat részesítették előnyben. A kisebb tábori löveget a 16. századi királyi Magyarországon sárfatilnak (sugárágyú, csatakígyó) nevezték. A kártány (r. olasz: cortana, német: kartaune, r. francia: cortain, r. finn: kartauni) régi, rövid csövű ágyúfajta volt, az olasz corto 'rövid' származéka. A falkony (olasz: falcone, r. német: falkaune) kisebb faltörő ágyúfajta volt. A latin falco 'sólyom' származéka, ami a középkorban már ágyút is jelentett. A 18. század elején a budai Felső vásártér (ma Batthyány tér) közepén a Duna-part védelmére őrházat állítottak fel ágyúkkal, és erről Bomba térnek nevezték.

### A tüzérség megjelenik

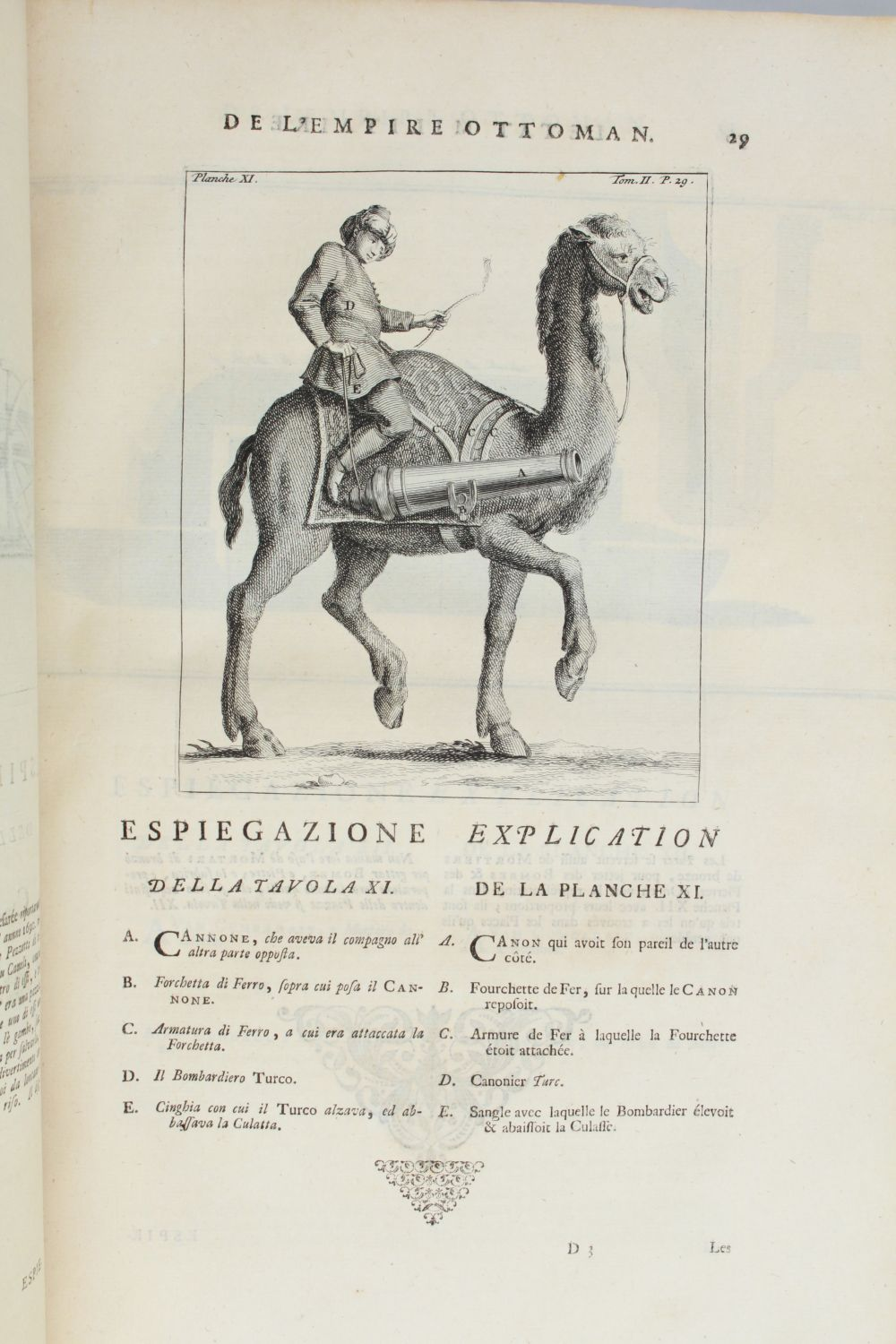
Török ágyú, illusztráció Luigi Ferdinando Marsigli L'Etat militaire de l'empire ottoman című művéből (1732)

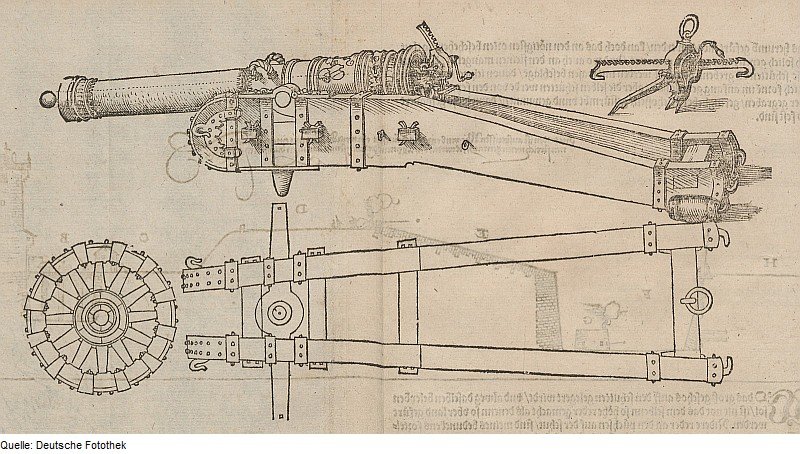
Ágyú hadművészeti ábrája, Albrecht Dürer (1604)

Brit ágyúkat a százéves háborúban használtak elsőként. Primitív formájukkal a Crécy mellett vívott csatában tűntek fel 1346. augusztus 26-án. Ekkor III. Eduárd angol király támogatta velük 10 ezer fős seregét. Az új fegyvernem, a tüzérség a hosszúíjjal felszerelt íjászokkal elsöprő sikert aratott VI. Fülöppel szemben: Eduárd 80 fős vesztesége mellett a 40 ezer fős francia sereg felét megsemmisítették.
A középkor végére több nagy ágyút építettek meg:
- II. Mehmed szultán Konstantinápoly bevételéhez használta fel a történelem első szuperágyúit, a Bazilikákat. Az ágyúcső anyaga bronz, űrmérete 762 mm, hossza 5,18 m, tömege 18,26 tonna. 90 napig lövették velük Konstantinápoly várfalait bazaltkövekkel, míg 1453. május 29-ére betörték azt. Közvetve hozzájárultak a város bevételéhez.[11] A Dardanellák védelmére is alkalmazta ezeket az ágyúkat 1464-ben (42 darabot).
- A skóciai edinburgh-i várba helyezték el a Mons Meg nevű ágyút, amelyet III. (Jó) Fülöp, Burgundia hercege készíttetett 1449 körül és nyolc évvel később, 1457-ben ajándékba adta azt több más tüzérségi eszközzel együtt a fiatal II. Jakab skót királynak angolok elleni háborúját segítendő. Lőtávolsága 2 mérföld volt.
- I. Fjodor orosz cár megrendelésére 1586-ra készítette el Andrej Csohov a Cár-ágyút. Hossza 5,34 m, űrmérete 890 mm, és egyik külső átmérője 1200 mm, tömege megközelítette a 38 tonnát. Az ágyút sohasem használták. 2001-ben Izsevszkben készült egy másolata, amelyet Donecknek adományoztak. Az eredeti a Kremlben látható.

A 15. században az ágyúk a nagyobb vitorlásokon az egész Földön elterjedtek. Az európai hadihajók lövegeik révén behozhatatlan előnyre tettek szert, és az elkövetkező századokban tűzfegyvereik segítségével uralmuk alá hajtották a Föld összes érintett civilizációját (Észak-, Közép- és Dél-Amerika, Afrika, India, Kína, Japán stb.).

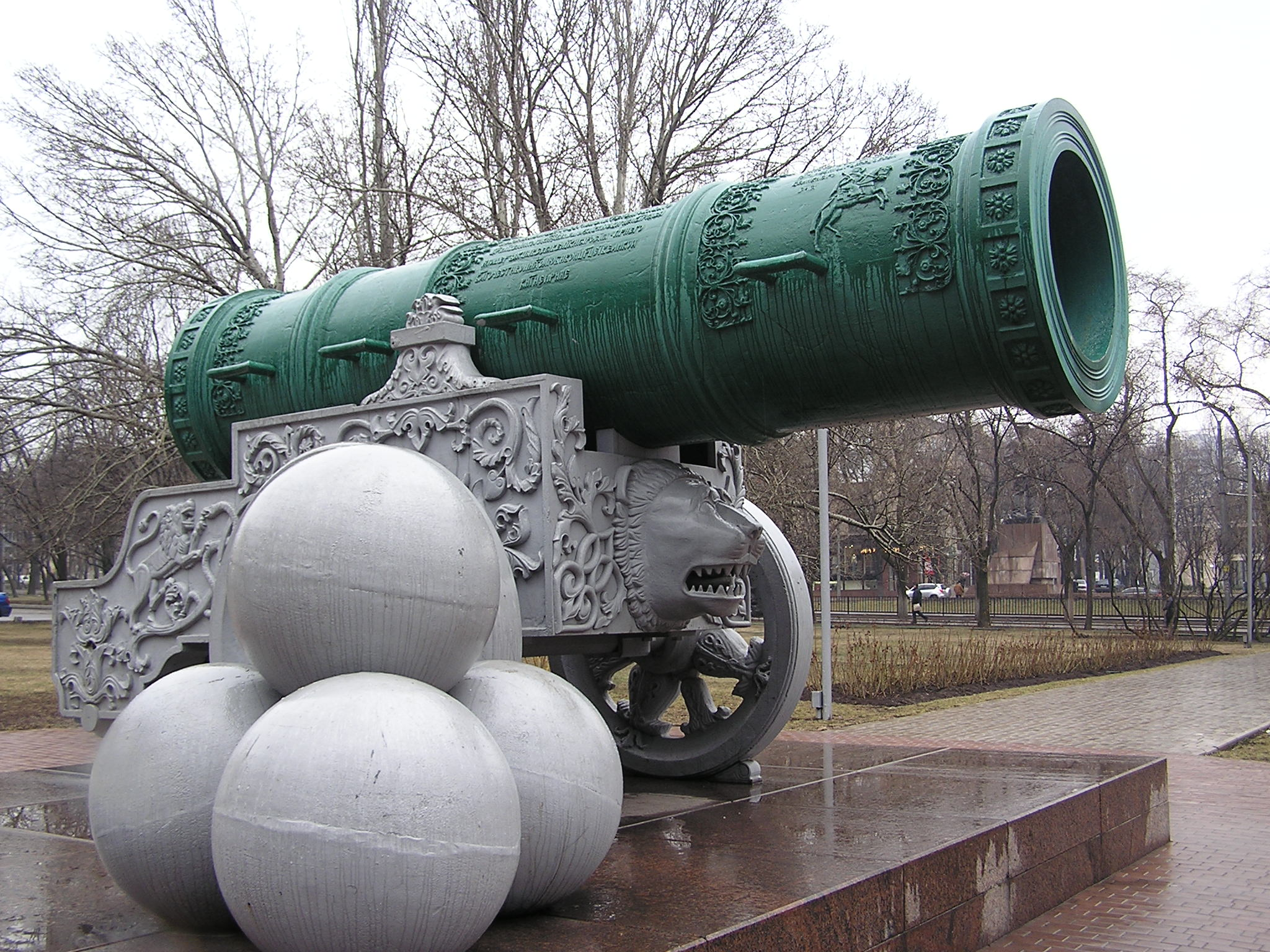
A Cár-ágyú másolata Doneckben

Kiváló ágyúkat a 17. században Frigyes Vilmos brandenburgi választófejedelem német fegyverműhelyeiben, Nagy Péter cár tulai orosz fegyveripari központjában és XII. Károly svéd király részére a Dannemorában működő vasműben öntöttek.
A nagy ágyúk korszaka hamar véget ért Európában. Költséges és lassú gyártásuk és harctéri sérülékenységük miatt helyüket átvették a kisebb, könnyebb típusok és Európa-szerte megalakultak az ezeket alkalmazó mozgékony tüzérségek. Míg a nagy ágyúk üzemeltetéséhez sokszor 300-400 emberre, mozgatásukhoz 50-80 ökörre vagy lóra volt szükség, addig a 18. századi brit ágyúk egy tucat emberrel, a napóleoni háborúkban alkalmazottak már mindössze 5 emberrel is működtethetőek lettek.
Viszont Európán kívül a 17–18. században is épültek még nagyobb ágyúk:
- Indiában építették meg a történelem legnagyobb telepített ágyúját, az "Isteni ágyút" a 17. század első felében. Kovácshegesztéssel készített csöve vasból volt. Tandzsávúr városának keleti oldalát védte, az indiai hadsereg használta az ostromló seregekkel szemben.
- Szintén Indiában, Dzsaipur városában, a Jaigarh erődbe lett telepítve a valaha épített legnagyobb kerekes, vontatott ágyú, a Jaivana ágyú, ami 1720-ban készült el. Lőtávolságára eltérő adatok ismertek, 11-től 40 km-ig.

A 19. században kialakuló acélgyártás során az acél mint csőanyag felhasználásával kezdett el rohamosan nőni az ágyúk teljesítménye. A század közepére John A. Dahlgren és Thomas Jackson Rodman kifejlesztik saját ágyútípusaikat, amiket be is vetnek az amerikai polgárháborúban. A század második felében megjelentek a vasúti lövegek, elsőként az USA-ban.
A páncélos hadihajók építése újabb fegyverkezési versenyt indított el a fejlett hadiiparral rendelkező országok között (Nagy-Britannia, Németország, Franciaország, Japán, Oroszország, USA).
A tábori tüzérség – és benne az ágyúk alkalmazása – a 20. században érte el mennyiségének és minőségének csúcsát. A különféle ágyúk legnagyobb alkalmazója a Szovjetunió Vörös Hadserege lett a második világháború végére. Létszámban, tűzösszpontosításban meghaladta valamennyi korabeli haderő tüzérségét.

## Szerkezeti felépítés

### Cső
Az ágyúcső készítése a harangöntésből alakult ki, kezdetben harangöntők készítették őket. Idővel a két mesterség különvált. A cső anyaga először bronzból, majd rézből, később vasból készült, a 19. századtól pedig acélból.

## Típusai

### Korai típusai

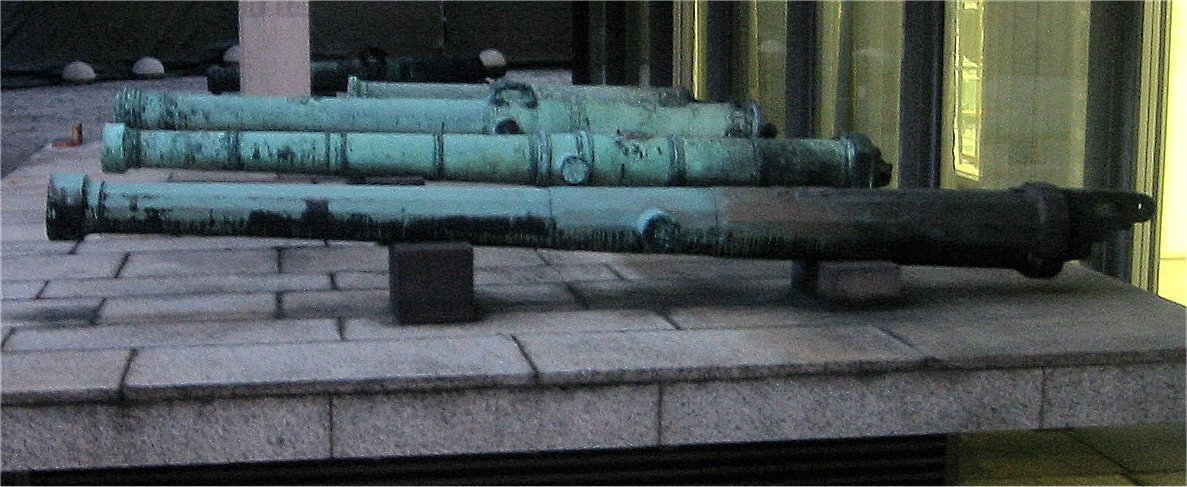
Baziliszkusz ágyúk lafetta nélkül

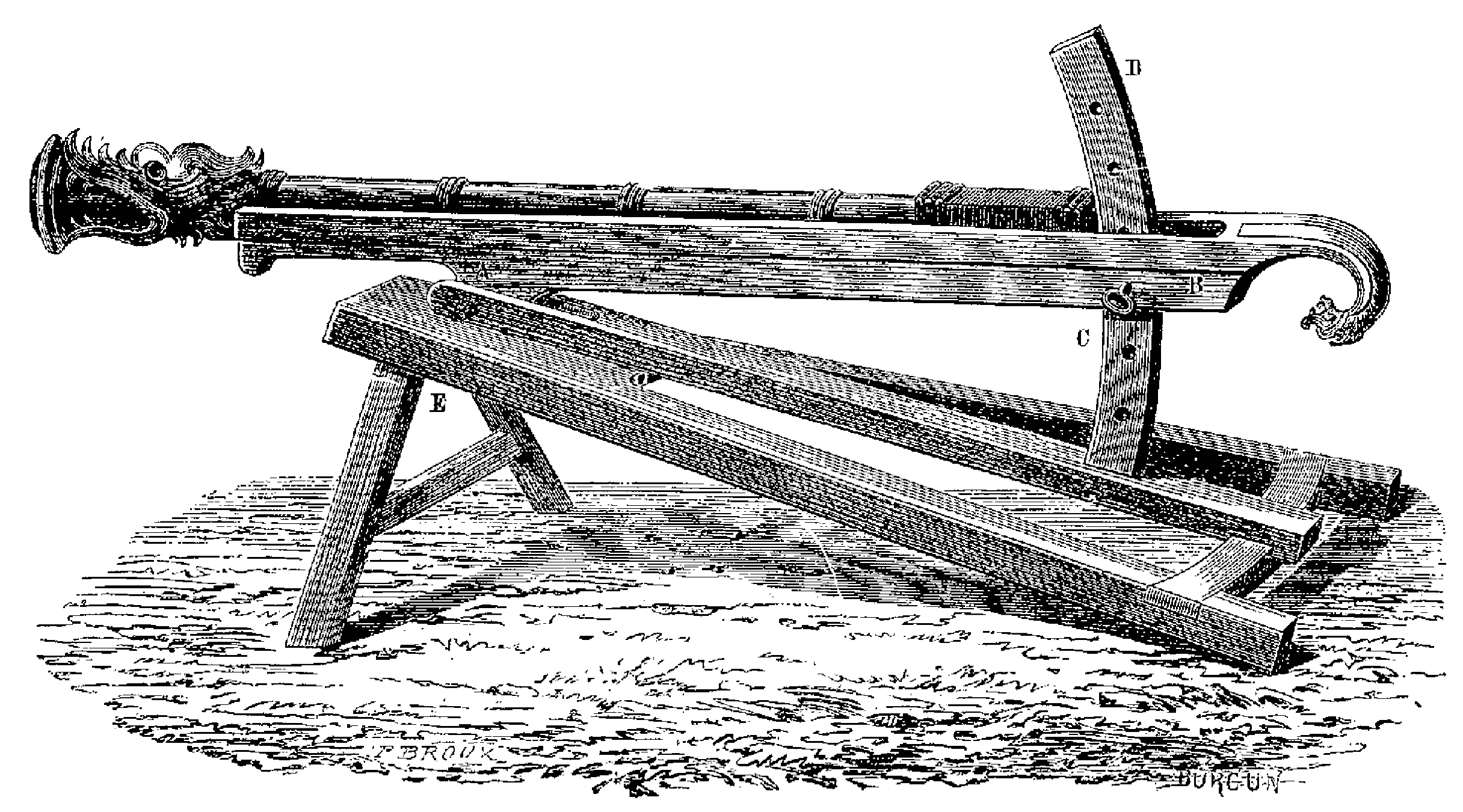
Csatakígyó (Couleuvrine)

A régi lövegek három fő típusa az ágyú, a tarack és a mozsár. Az ágyúk csöve hosszú, 20-40-szerese az űrmértéküknek. A lövedéket lapos röppályán nagy kezdősebességgel röpítik nagy távolságra (kilométerekre). A tarackok csöve csak mintegy 10-szer hosszabb, mint az űrmértékük. A lövedékük vasgolyó vagy kartács (több kisebb golyó vagy vasrepesz), melyet magasabb röppályán, de kisebb távolságra lőnek ki. A mozsarak csöve rövid, de nagy űrmértékű. A lövedék (pl. nagy kőgolyók) röppályája rövid és nagyon meredek.
Az ágyú csőhossza 20-40-szer nagyobb az űrméreténél. Lapos ívben történő tüzelésre alakították ki. Állványra, lafettára fektették. Az ágyúszállításkor használt kétkerekű kocsi középkori neve böröck volt. A bombarda az ágyú középkori elnevezése. 1526 után taracknak nevezik.
A font körülbelül 0,5 kg. Nem az ágyú tömege, hanem az ágyúgolyóé, amit kilő.
A baziliszkusz 70 fontos golyó kilövésére szerkesztett 75 mázsás ágyú.
A csatakígyó 16-17. századi ágyú, melynek hossza az űrméreténél néha 40-szer is nagyobb.
A dobos egy ágyúféleség. Síposnak vagy egész karthaunnak is nevezték. Űrmérete 16–19 cm között váltakozott, és 30-48 fontos vasgolyót lőtt ki.
A sipos rövid, nehéz csövű réslövő ágyú, karthaun néven is ismert.
A falkon 6-8 fontos golyót kilövő, 23-30 mázsás tábori ágyú.
A falkonett a falkon kisebb változata, amellyel 1,5-2 fontos golyókat lőttek ki.
A karthaun, kártány várfalak lerombolására kifejlesztett ágyú. Rövid, vastag csövű, nehezen hordozható ágyú.
A hírlövő ágyú az ellenség közeledtét nagy távolságra hírül adó ágyúféleség. A középkorban gyakran hírlövő taracknak vagy mozsárnak nevezték.
A kerekes ágyú kerékkel ellátott gerendára helyezett ágyúcső, a lafettás ágyú névváltozata.
A siska egy szicska néven is emlegetett szakállas ágyúféleség. Gyakran villába fektetve használták.
A seregbontó ágyú kis kaliberű rövid csövek (akár hét vagy több) egymás mellé helyezésével jön létre. Gyakran kerekekkel volt ellátva. Az ellenség sorait ritkította meg.
A lovassági könnyűágyú 1778-ban bevezetett, négy lóval vontatott ágyúféleség, amely háromfontos golyók kilövésére volt alkalmas.
A tábori ágyú könnyen mozgatható, gyakran kocsira szerelt ágyúféleség, amely a nagy méretű várágyúkkal és ostromágyúkkal szemben elsősorban harctereken kapott szerepet. 1735-ben a császári hadseregben 3, 6 és 12 fontos változatait vezették be.
A tarack átmenet az ágyú és a bombavető mozsár között. A cső hossza megközelítőleg a torkolat átmérőjének tízszerese. Lövedékét magas ívben lövi ki, így a várvívásban és 
-védelemben egyaránt fontos szerepet kapott.
A haubic a tarack szláv névváltozata (haufnice, húfnica, a német Haubitze szóból).
A sugárágyú viszonylag kis méretű, hosszú csövű ágyúféleség a 15-18. században. A tarack változata, a sugár előtag a cseh húfnica magyar megfelelője.
A mezei tarack 2 fontos golyók kilövetésére alkalmas kisebb ágyúféleség.
A forgótarack villára helyezett, merőleges és vízszintes állításra is alkalmassá tett ágyúféleség, melyet naszádokon, várakban egyaránt alkalmaztak az ágyúcső gyors célpontváltása érdekében.
A tábori tarack tábori ágyúféleség, kocsira vagy önálló lafettára szerelve. 1735-től a császári hadseregben 7 és 10 fontos változatait használták.
A mozsárágyú rövid csövű, gyakran nagy űrméretűre készült ágyúféleség, amelyet gyújtószerkezetek, bombák, kőtömbök kilövésére használtak meredek röppályával elérhető, fedezék mögötti célok leküzdésére.
A bombavető mozsár olyan rövid csövű, gyakran nagy űrméretű ágyúféleség, mellyel kőgolyókat, robbanószerkezeteket lőttek ki meredek röppályán.
A kővető mozsár (mozsárpattantyú) 100 fontos kőtömbök kilövésére kifejlesztett rövid csövű ágyúféleség.
A lármás mozsár a veszélyt jelző hírlövő mozsár névváltozata.
A mozsártarack a 17. században használt ágyúféleség, amely átmenetet képviselt a mozsár és a tarack között.
A lafetta vagy ágyútalp az ágyú könnyű szállítását és beállítását elősegítő, kerékre szerelt szerkezet. A 14. században még négy kereke volt, de a 15. század második felében az ágyú könnyebb kezelhetősége érdekében áttértek a kétkerekes rendszerre.
A várágyú várak védelmére alkalmazott ágyú.

### Mai típusai

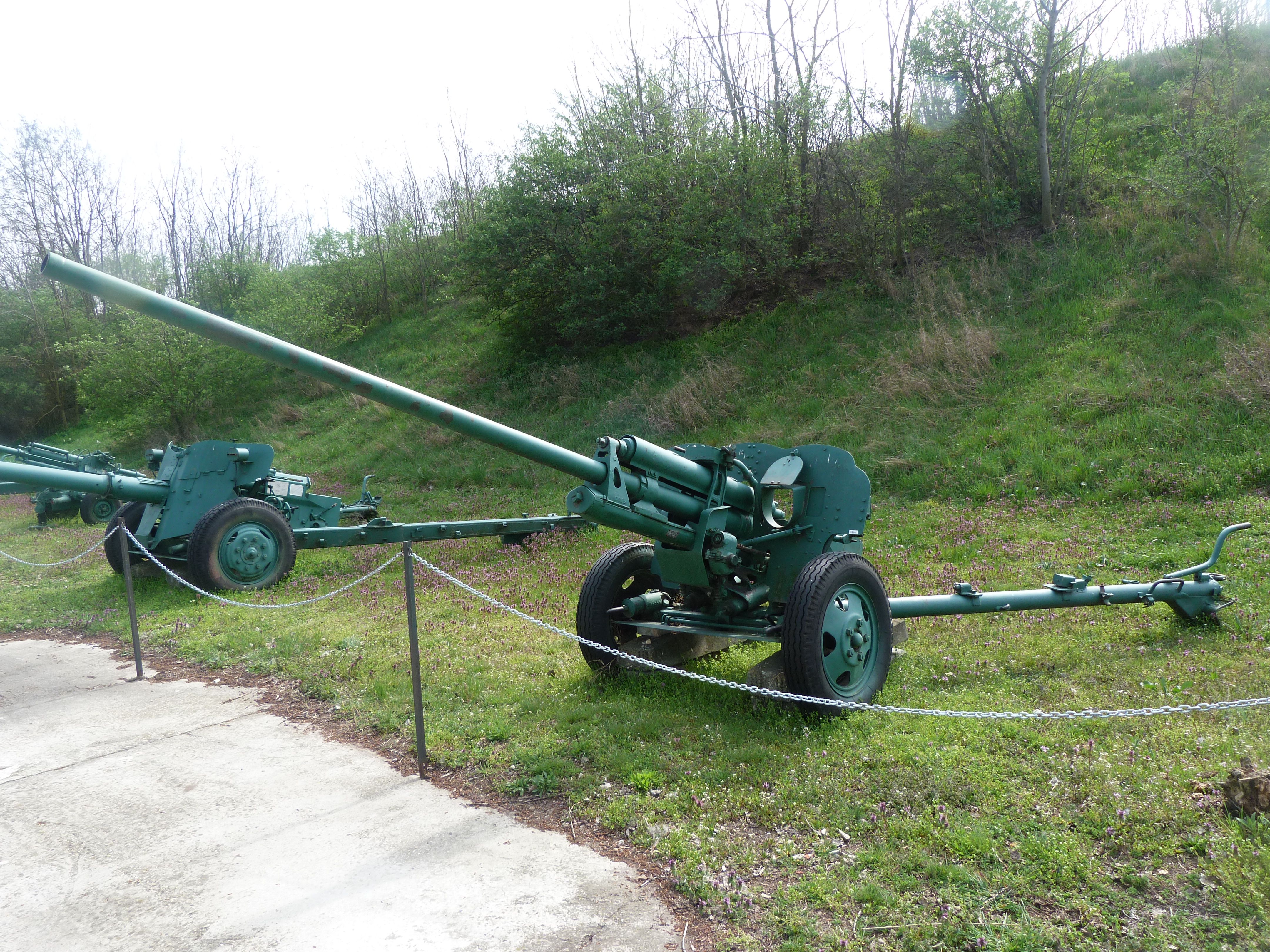
Páncéltörő ágyú a Magyar Néphadseregben

#### Tábori ágyú
Az ágyúk legrégebbi és legalapvetőbb típusa.

#### Hegyi ágyú

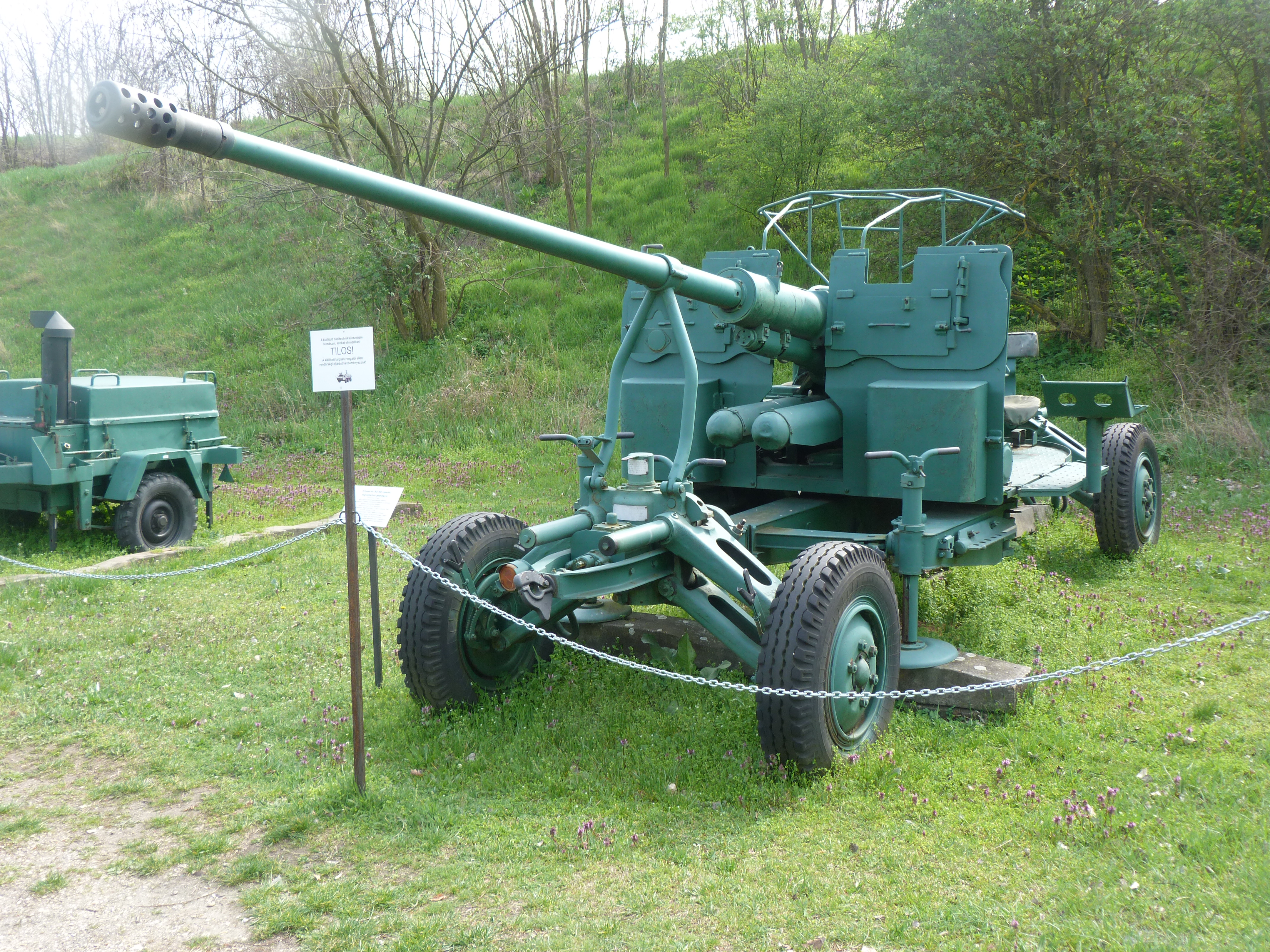
Légvédelmi gépágyú a Magyar Néphadseregben

A tábori ágyú nehéz terepen is alkalmazható, általában vontatott változata.

#### Hajóágyú
Hajófedélzeti ágyú, hajók elleni harcban, később a partokra irányuló támadásokban használják.
A 4, 6, 9, 12, 18, 24, 36, 54 és 68 fontos ágyúkat egyaránt használtak ilyen hajófedélzeti ágyúként a 17-19. században.

#### Harckocsiágyú
Harckocsik fedélzetére rögzített ágyú, feladata lehet az ellenséges gyalogság, vagy harckocsik megsemmisítése.

#### Páncéltörő ágyú
Általában a harckocsik megsemmisítésére alkalmazott ágyútípus. Lehet telepített, vontatott, vagy önjáró.

#### Légvédelmi ágyú
Az ágyúk egy speciális fajtája. Nem igaz rájuk az alsó szögcsoportban való tüzelés, hiszen alapvetően a repülőgépek megsemmisítésére lettek kifejlesztve. Ezért irányzásuk 0–90° között a legtöbb esetben megoldott. Ami miatt mégis ágyúnak nevezik: közvetlen irányzás, a lapos (jelen esetben egyeneshez közelítő a jó kifejezés) röppálya, a nagy kezdősebesség, és a nagy l/d viszony.

## Előfordulása a zenében
Ágyúk néhány zenei műben is szerepelnek, mint Csajkovszkij 1812 (nyitány) című alkotásában, vagy az AC/DC együttes For Those About to Rock (We Salute You) című számában. Továbbá a „Százados úr” című magyar népdal közkedvelt „…ágyúgolyó lesz annak a búcsúztatója…” refrénjében is fellelhető.